# 2-broom-2-methylpropaan
2-broom-2-methylpropaan (ook bekend onder de naam tert-butylbromide) is een organische verbinding met als brutoformule C4H9Br. De stof komt bij kamertemperatuur voor als een vluchtige kleurloze vloeistof met een karakteristieke geur. Het is vrijwel onoplosbaar in water.

## Synthese
2-broom-2-methylpropaan kan op laboratoriumschaal eenvoudig bereid worden door tert-butanol en geconcentreerd waterstofbromide met elkaar te laten reageren. Na ongeveer een uur is de reactie compleet. Het eerst homogene reactiemengsel scheidt zich in twee lagen, de onderste laag bestaat uit het gevormde t-butylbromide. De volledige reactie verloopt in 3 stappen. De eerste stap betreft de protonering van het alcohol, waardoor een goede leaving group (water) ontstaat. Tijdens de tweede stap zal dit water afgesplitst worden en blijft een stabiel tertiair carbokation achter. Bij de laatste stap addeert een bromide aan het carbokation, waardoor 2-broom-2-methylpropaan wordt gevormd.
De relatieve stabiliteit van het tert-butylkation maakt de SN1-reactie mogelijk. Primaire alkanolen zouden via een SN2-reactie reageren.

## Eigenschappen en toepassingen
Het voornaamste gebruik ligt in zijn toepassing als uitgangsmateriaal voor andere verbindingen via nucleofiele reacties, waarbij alcoholen, ethers en zouten gevormd kunnen worden.
Als 2-broom-2-methylpropaan met water, een polair protisch oplosmiddel, gemengd wordt, treedt een heterolytische splitsing op. Er wordt daarbij een carbokation en een bromide gevormd. Het carbokation reageert met water onder vorming van 2-methyl-2-propanol. Evenzo reageert 2-broom-2-methylpropaan met methanol tot methyl-tert-butylether.